# イズミハゼ
イズミハゼはハゼ科に分類される魚類の一種。学名は未だ確定していない。

## 分布
日本で五島列島、上甑島、種子島以南に分布する。国外では台湾、フィリピン、パラオ等中部太平洋に分布する。

## 形態
近縁のアベハゼと似るが、尾柄に数本の黒色横帯があることで区別できる。アベハゼとの交雑種も発見されている。他の同属種とは、尾鰭の黒い縞により区別できる。

## 生態
河口の汽水域や干潟に生息し、泥地に穴を掘ったり、石や貝の下などで生活する。雑食性である。アベハゼ同様、水質の悪化した環境でも生存できる。産卵期は1 - 10月と推定されるが、夏季が最も盛んである。